# آری‌سو
آری‌سو (به لاتین: Arısu) یک منطقه مسکونی در جمهوری آذربایجان است که در شهرستان گدابیگ واقع شده است. آری‌سو ۴۵۹ نفر جمعیت دارد.

## ۴منابع
1. ↑  "Belediyye Informasiya Sistemi" (به ترکی آذربایجانی). Archived from the original on September 24, 2008.

- آری‌سو در سرور تحت شبکه نام‌های جغرافیایی